# Marko Paunović
Marko Paunović (Kirin Serbia: Марко Пауновић; sinh ngày 28 tháng 1 năm 1988) là một hậu vệ bóng đá Serbia. Anh từng là thành viên của Napredak Kruševac từ 2010 đến 2015. Sau khi bị chấn thương anh trở về đội và ra mắt tại Jelen SuperLiga trong chuyến làm khách ngày 28 tháng 5 năm 2014.

## Cuộc sống cá nhân
Paunović từng xuất hiện ở công ty "Prolom voda" với bạn gái Ana Tenjović.